# Quận McKinley, New Mexico
Quận Mckinley là một quận thuộc tiểu bang New Mexico, Hoa Kỳ. Quận này có diện tích km², dân số theo điều tra năm  2000 của Cục điều tra dân số Hoa Kỳ là 74.798 người 2. Quận lỵ đóng tại thành phố Gallup6.

## Địa lý
Theo Cục điều tra dân số Hoa Kỳ, quận có diện tích 14.112 km2, trong đó có 17 km2 là diện tích mặt nước.

### Quận giáp ranh
- Quận San Juan, New Mexico - bắc
- Quận Sandoval, New Mexico - đông
- Quận Cibola, New Mexico - nam
- Quận Apache, Arizona - tây